# ムスタアスィム
ムスタアスィム（アラビア語: المستعصم بالله ابو احمد عبد الله al-Musta‘ṣim bi-Allāh Abū Aḥmad ‘Abd Allāh、1213年 - 1258年2月21日）は、バグダード・アッバース朝最後（第37代）のカリフ（在位：1242年 - 1258年）。ムスタンスィルの息子。「ムスタアスィム・ビッラー」とはアラビア語で「アッラーにかけて固守する」の意味。

## 生涯

### 略歴
1242年に即位。母親はエチオピアの女奴隷ハジル。母の出自は低かったが、勇敢な性格であるムスタンスィルの弟ハファージーを疎んだ廷臣たちによって、カリフに擁立された。
信仰心に篤い温厚な人物であり、書道も嗜んだ。だが、体力、忍耐力、思考力といった指導者に必要な資質に欠け、国政は平民から取り立てた側近たちに一任し、自らは娯楽と読書に耽っていた。
モンゴル帝国との戦争を除けば、治世を通して大きな事件は起こらなかった。モンゴル帝国のフレグがイラクに進軍する報告を聞いても気にもかけず、宰相イブン・アルアルカミーの忠告に対しても耳を傾けなかった。モンゴル軍がハマダンまで進軍するとフレグの元から降伏を勧告する使者が訪れるが、勧告に従わなかった。それにもかかわらず軍備の増強は行わず、兵士への報酬を惜しみすらした。アンバール付近の戦いでアッバース朝軍は一度モンゴル軍に対して勝利を収めるが、進軍を止めるには至らなかった。1258年1月22日に首都バグダードはモンゴル軍に包囲され、2月10日に降伏した。（バグダードの戦い）降伏したムスタアスィムはフレグに無策、無能を罵倒され、2月21日に処刑された。
ムスタアスィムの長男と次男は処刑され、幼少の三男ムバーラク・シャーはフレグの妃オルジェイ・ハトゥンに預けられた後、アゼルバイジャンのマラーガに送られて余生を過ごした。こうしてアッバース朝は最後の領土を失い、世俗王家としての命脈を絶たれるが、彼の父方の叔父にあたる人物はマムルーク朝のバイバルスに落ち延びて、ムスタンスィル2世としてカリフに即位した。

### 処刑の内容
ムスタアスィムがどのような刑を受けたかについて、史料が記す内容は二つに分かれる。
- 敷物で巻かれモンゴル軍の軍馬に踏み殺されるという、モンゴルの伝統にのっとった「貴人の死」に処された。
同時代のシリアのシリア正教会大主教バル・ヘブラエウス、14世紀初頭マムルーク朝の歴史家ヌワイリー、15世紀マムルーク朝の歴史家イブン・タグリービルディーによる。
- 一室に監禁されたムスタアスィムは飲食を絶たれ、彼が貯めこんだ金塊と宝石が差し出された。「それほど財宝を愛しているのならば、それを食べて生きるがいい」
13世紀フランスの歴史家ジャン・ド・ジョワンヴィル、旅行家マルコ・ポーロ、14世紀初頭の歴史家ヘトゥムによる記録である。
フレグが降伏したムスタアスィムの前に金塊を乗せた大皿を持ってこさせ、「それを食べられるか」と聞いた。「食べられない」と答えたムスタアスィムに対して、フレグは吝嗇、優柔不断が敗北を招いたと非難した話に由来する。（ティムール帝国の歴史家ミールホーンドの『清浄の園』より）